# Сєверна (Верхньосалдинський міський округ)
Сє́верна (рос. Северная) — присілок у складі Верхньосалдинського міського округу Свердловської області.
Населення — 550 осіб (2010, 512 у 2002).
Національний склад населення станом на 2002 рік: росіяни — 89 %.